# Patrick Wayne

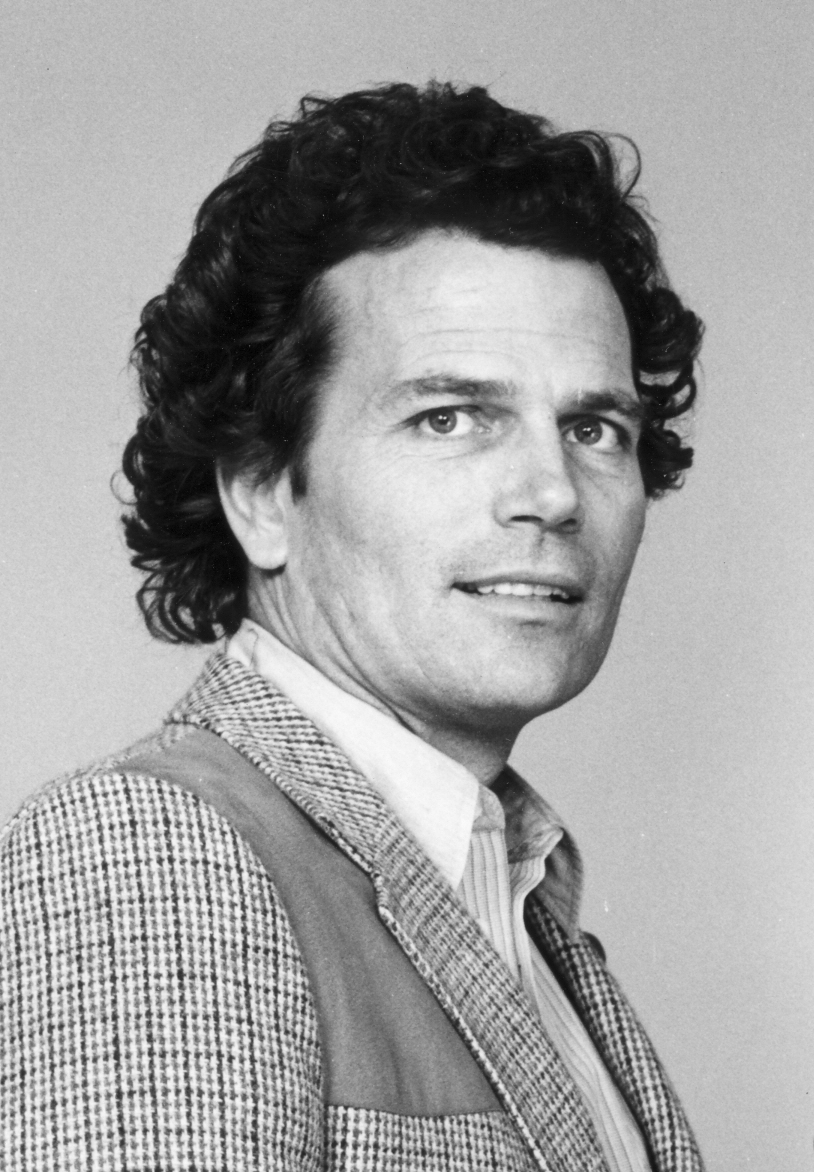
Patrick Wayne (circa 1981)

Patrick Wayne (* 15. Juli 1939 in Los Angeles, Kalifornien als Patrick John Morrison) ist ein US-amerikanischer Film- und Fernsehschauspieler. Er ist der Sohn von John Wayne, mit dem er in insgesamt elf Filmen gemeinsam auftrat.

## Leben und Karriere
Patrick Wayne ist der Sohn des Schauspielers John Wayne und seiner ersten Ehefrau Josephine Alicia Saenz. Er spielte an der Seite seines berühmten Vaters in insgesamt elf Filmen, beginnend mit einer kleinen Rolle im Kindesalter in Rio Grande im Jahre 1950. Seine erste Kinorolle von substanziellem Umfang erhielt er 1955 von Star-Regisseur John Ford im Militärdrama Mit Leib und Seele neben Tyrone Power. Für seine Leistung als junger Kavalleriesoldat „Lieutenant Greenhill“ in Fords Westernklassiker Der Schwarze Falke (1956), in dem er an der Seite seines Vaters spielte, erhielt Patrick Wayne den Golden Globe Award als Bester Nachwuchsdarsteller. Zu den weiteren Rollen an der Seite seines Vaters zählen der Captain Bonham in Alamo (1960), der junge Ranchgehilfe Dev Warren in MacLintock (1963) und der Sohn der Titelfigur in Big Jake (1971). Patrick Wayne schilderte später, dass er als einziges von Waynes Kindern großen Gefallen an der Schauspielerei und der Filmarbeit gefunden habe, wobei ein Vorteil gewesen sei, dass er seinem ständig mit Filmdrehs beschäftigten Vater dadurch näher sein konnte. Er beschrieb die Beziehung zu seinem Vater als harmonisch.
Obgleich Patrick Wayne nie ein großer Hollywood-Star wie sein Vater wurde, fanden sich für ihn auch abseits der Filme von John Wayne und John Ford nennenswerte Rollen. Seine erste Hauptrolle hatte er 1959 in dem Western Land ohne Gesetz unter Regie von Ted Tetzlaff. 1965 war er als einer der Filmsöhne von James Stewart im Bürgerkriegsfilm Der Mann vom großen Fluß zu sehen. In den 1970er-Jahren drehte Patrick Wayne mehrere Filme im Science-Fiction-Genre. Im Jahr 1977 erreichte seine Karriere einen Höhepunkt, als er in dem Fantasyfilm Sindbad und das Auge des Tigers und dem Science-Fiction-Streifen Caprona 2. Teil jeweils in den Hauptrollen agierte. Etwa zur selben Zeit wurde ihm die Rolle des „Superman“ in der Verfilmung Superman – Der Film (1978) angeboten, die er aber wegen der Krebserkrankung seines Vaters ablehnte. In den 1980er-Jahren hatte er Nebenrollen in Ninas Alibi und Young Guns. Sein bisher letzter Kinofilm war 1997 der Actionstreifen Die FBI Connection.
Neben Kinoauftritten war Patrick Wayne bereits ab dem Jahr 1955 auch als Fernsehschauspieler aktiv. Er hatte Hauptrollen in den Serien Diese Pechvögel (The Rounders, 1966–1967) und Shirley (1979–1980), die aber beide nur durchwachsenen Erfolg hatten. Daneben wirkte er in Gastrollen an vielen bekannten Serien wie Die Seaview – In geheimer Mission, Ein Sheriff in New York, Drei Engel für Charlie, Love Boat, Fantasy Island, MacGyver, Mord ist ihr Hobby und Palm Beach-Duo mit. Er war auch Moderator der von 1980 bis 1985 produzierten US-Fernsehsow The Monte Carlo Show. Mittlerweile hat er sich aus dem aktiven Showgeschäft zurückgezogen, steht allerdings bei interessanten Angeboten neuen Rollen offen.
Patrick Wayne ist seit 1999 in zweiter Ehe mit Misha Anderson verheiratet. Im Jahr 2003 wurde er als Nachfolger seines verstorbenen Bruders Michael der Vorsitzende des John Wayne Cancer Institute, das sich dem Kampf gegen Krebserkrankungen widmet. In verschiedenen Filmdokumentationen, vor allem zu seinem Vater, kam er zur Wort.

## Filmografie (Auswahl)
- 1950: Rio Grande
- 1952: Der Sieger (The Quiet Man)
- 1953: Wem die Sonne lacht (The Sun Shines Bright)
- 1955: Mit Leib und Seele (The Long Gray Line)
- 1955: Keine Zeit für Heldentum (Mister Roberts)
- 1956: Der Eroberer (The Conqueror)
- 1956: Der Schwarze Falke (The Searchers)
- 1959: Land ohne Gesetz (The Young Land)
- 1960: Alamo (The Alamo)
- 1961: Die Comancheros (The Comancheros)
- 1963: Die Hafenkneipe von Tahiti (Donovan’s Reef)
- 1963: MacLintock (McLintock!)
- 1964: Cheyenne (Cheyenne Autumn)
- 1965: Geächtet (Branded, Fernsehserie, Folge 1x10)
- 1965: Der Mann vom großen Fluß (Shenandoah)
- 1966: Die Seaview – In geheimer Mission (Voyage to the Bottom of the Sea, Fernsehserie, Folge 2x15)
- 1966: An Eye for an Eye
- 1966–1967: Diese Pechvögel (The Rounders, Fernsehserie, 17 Folgen)
- 1968: Die grünen Teufel (The Green Berets)
- 1968/1972: FBI (The F.B.I., Fernsehserie, 2 Folgen)
- 1970: Die Höllenhunde (La spina dorsale del diavolo)
- 1971: Big Jake
- 1971: The Gatling Gun – Das Maschinengewehr (The Gatling Gun)
- 1973: Beyond Atlantis
- 1974: Ein Sheriff in New York (McCloud, Fernsehserie, Folge 4x04)
- 1974: Meine Bären und ich (The Bears and I)
- 1974: Dr. med. Marcus Welby (Marcus Welby, M.D., Fernsehserie, Folge 6x05)
- 1974: Make-up und Pistolen (Police Woman, Fernsehserie, Folge 1x06)
- 1976: Mustang, Bär und Jäger (Mustang Country)
- 1977: Sindbad und das Auge des Tigers (Sinbad and the Eye of the Tiger)
- 1977: Caprona 2. Teil (The People That Time Forgot)
- 1978: Highway Cowboy (Texas Detour)
- 1978: Der Mann in den Bergen (The Life and Times of Grizzly Adams, Fernsehserie, Folge 2x19)
- 1979–1980: Shirley (Fernsehserie, 6 Folgen)
- 1979–1986: Love Boat (The Love Boat, Fernsehserie, 5 Folgen)
- 1981: Drei Engel für Charlie (Charlie’s Angels, Fernsehserie, Folge 5x05)
- 1981–1983: Fantasy Island (Fernsehserie, 3 Folgen)
- 1984: Matt Houston (Fernsehserie, Folge 2x21)
- 1984: Rhapsodie in Blei (Rustlers’ Rhapsody)
- 1986: Revenge – Des Teufels blutige Krallen (Revenge)
- 1987: Danger Bay (Fernsehserie, Folge 3x15 Falscher Ehrgeiz)
- 1987: Mord ist ihr Hobby (Murder, She Wrote, Fernsehserie, Folge 3x22)
- 1988: Young Guns
- 1988: Mein Vater ist ein Außerirdischer (Out of This World, Fernsehserie, Folge 2x07)
- 1988: MacGyver (Fernsehserie, Folge 4x05 Sabotage auf der Rennbahn)
- 1989: Ninas Alibi (Her Alibi)
- 1989: Chill Factor
- 1990: All My Children (Fernsehserie, 6 Folgen)
- 1997: Palm Beach-Duo (Silk Stalkings, Fernsehserie, Folge 6x15)
- 1997: Die FBI Connection (Deep Cover)